# Brechmorhoga
Brechmorhoga – rodzaj ważek z rodziny ważkowatych (Libellulidae).

## Zasięg występowania
Rodzaj obejmuje gatunki występujące w Ameryce Północnej i Południowej – od USA po północną Argentynę.

## Charakterystyka
Do Brechmorhoga należą gatunki trudne do zidentyfikowania, prawdopodobnie istnieją też gatunki jeszcze nieopisane. Długość ciała 40–62 mm. Ich ciało jest zazwyczaj ciemne. Ważki te występują nad małymi lub średniej wielkości strumieniami, zwykle o podłożu piaszczysto-skalnym i przepływie średnim do szybkiego. Dorosłe osobniki szybko latają, często trudno je dostrzec nad zacienionymi strumieniami.

## Systematyka
Rodzaj ten wprowadził w 1894 roku William Forsell Kirby dla nowo opisanego przez siebie gatunku Brechmorhoga grenadensis. Takson ten został jednak później uznany za podgatunek opisanego w 1861 roku przez Hagena Brechmorhoga praecox. Obecnie do rodzaju zaliczanych jest 16 gatunków.

### Podział systematyczny
Do rodzaju należą następujące gatunki:
- Brechmorhoga diplosema Ris, 1913
- Brechmorhoga flavoannulata Lacroix, 1920
- Brechmorhoga flavopunctata (Martin, 1897)
- Brechmorhoga goncalvensis Vilela, Stefani-Santos & Ávila Júnior, 2021
- Brechmorhoga innupta Rácenis, 1954
- Brechmorhoga latialata González-Soriano, 1999
- Brechmorhoga mendax (Hagen, 1861)
- Brechmorhoga neblinae De Marmels, 1989
- Brechmorhoga nubecula (Rambur, 1842)
- Brechmorhoga pertinax (Hagen, 1861)
- Brechmorhoga praecox (Hagen, 1861)
- Brechmorhoga praedatrix Calvert, 1909
- Brechmorhoga rapax Calvert, 1898
- Brechmorhoga tepeaca Calvert, 1908
- Brechmorhoga travassosi Santos, 1946
- Brechmorhoga vivax Calvert, 1906